# Netelia herero
Netelia herero är en stekelart som först beskrevs av Günther Enderlein 1914.  Netelia herero ingår i släktet Netelia och familjen brokparasitsteklar. Inga underarter finns listade i Catalogue of Life.